# Municipio de Balta
El municipio de Balta (en inglés: Balta Township) es un municipio ubicado en el condado de Pierce en el estado estadounidense de Dakota del Norte. En el año 2010 tenía una población de 20 habitantes y una densidad poblacional de 0,22 personas por km².

## Geografía
El municipio de Balta se encuentra ubicado en las coordenadas 48°8′45″N 100°1′49″O / 48.14583, -100.03028. Según la Oficina del Censo de los Estados Unidos, el municipio tiene una superficie total de 92.42 km², de la cual 87,94 km² corresponden a tierra firme y (4,85 %) 4,48 km² es agua.

## Demografía
Según el censo de 2010, había 20 personas residiendo en el municipio de Balta. La densidad de población era de 0,22 hab./km². De los 20 habitantes, el municipio de Balta estaba compuesto por el 100 % blancos. Del total de la población el 0 % eran hispanos o latinos de cualquier raza.